# La unió fa la força

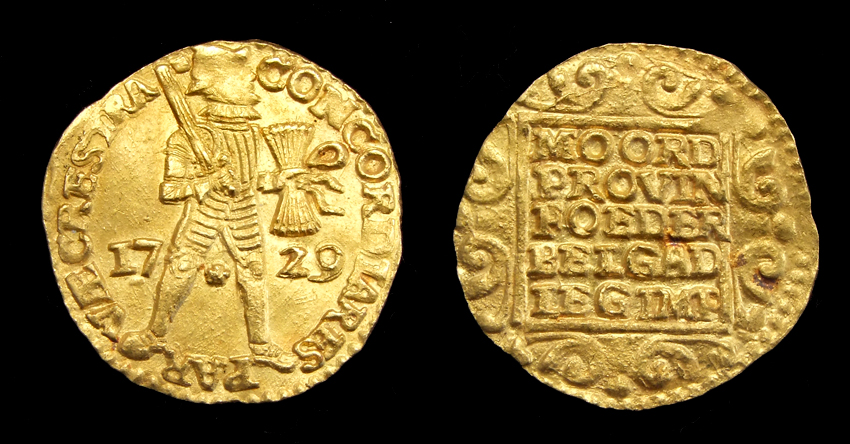
Països Baixos, ducat d'or (1729) amb el lema concordia res parvae cres(cunt) • Tra(iectum) [Utrecht] a l'anvers, trobada en el naufragi del 't Vliegend Hert de la Companyia Neerlandesa de les Índies Orientals (VOC).

"La unió fa la força" (Neerlandès : Eendracht maakt macht, pronunciat [Eːndrɑxt maːkt mɑxt]; Francès : L'union fait la force; Anglès : Unity makes strength; Alemany : "Einigkeit macht stark) és utilitzat per Bulgària i Haití en el seu escut nacional d'armes i és el lema nacional de Malàisia, Bèlgica, Bolívia i Bulgària.
El lema va ser utilitzat originalment per la República holandesa. Es deriva de la frase en llatí "concòrdia res parvae crescunt" (les coses petites floreixen a la concòrdia), de el capítol 10 de la Bellum Iugurthinum, obra de l'escriptor republicà romà Sal·lusti.
La moralitat de la faula d'Isop "El vell i els seus fills", ha estat expressada de diverses formes, totes relacionades entre sí: "Tot poder és feble, llevat que romangui unit" (1668), "La unitat fa la força, la lluita deixalles "(1685), " la força resideix en la unió "(1867), " la força està en la unitat "(1887), " la unió fa la força "(títol), "la unió fa la força" (moral) (1894), "la unió és la força" (1912), "A la unitat hi ha la força" (1919); encara que les versions més antigues són més específiques: «l'amor fraternal és el major bé en la vida i, sovint eleva a el més humil» (segle 2), «així com la concòrdia potencia els assumptes humans, una vida busca-raons priva les persones de la seva força »(segle xvi).

## Història

Escut de Bèlgica.

### Bèlgica
El lema va ser utilitzat per Bèlgica després de la seva Revolució de 1830, al principi només en francès "L'union fait la force". Només quan l'holandès es va equiparar al francès l'estat Belga també va adoptar "Eendracht maakt macht" com el seu lema, de vegades, amb la variant "Eenheid baart macht". En 1830, aquesta unitat va ser identificat amb la unificació de les nou províncies de Bèlgica, els seus nou escuts d'armes són representats en l'escut d'armes nacional, i la nova unificació de les seves liberals progressistes i conservadors catòlics. De fet, va ser llançat en 1827-1828 pels diaris publicats a Lieja unint a liberals i catòlics en el sindicalisme, que va comportar la Revolució i que en aquest llavors dominava la política Belga fins a la fundació de el Partit Liberal en 1846. Tot i que el lema s'utilitza sovint en cercles belgicistas o unitaristes (com una crida a flamencs i valons, nadius de Brussel·les i parlants d'alemany, per tal de mantenir la unitat belga), aquesta és una interpretació històrica: el lema és un eslògan sindicalista, no unitarista. La seva versió en alemany és "Einigkeit macht stark". Els flamencs de vegades parodien el lema amb el cant com "L'union fait la farce" ("la unió fa la farsa") o "L'oignon fait la farsa" ("La ceba fa de farciment").

### Bolívia

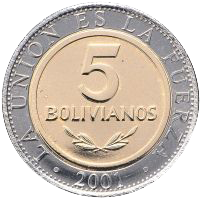
Vista d'una moneda de 5 bolivians en la qual es pot llegir La unión es la fuerza

La unió és la força és lema nacional d'Bolívia, és usada des de 1870, anteriorment es feia servir Lliure per la Constitució. Es pot observar en totes les monedes de l'bolivià.

### Bulgària

La unitat fa la força (en búlgar: Съединението прави силата) és el lema De l'Escut d'armes de Bulgària

Després de la unificació de Bulgària i després que Fernando de la Casa de Saxe-Coburgo i Gotha s'apoderés del tron del Principat de Bulgària, el país va adoptar el lema de Bèlgica l'union fait la force (en búlgar: Съединението прави силата). Després que el rei fos deposat, va ser el lema fins a 1948. Després de la caiguda de la República Popular de Bulgària i la fi de el règim comunista a la dècada de 1990, els partits polítics van debatre el nou escut d'armes de país, decidint sobre una versió modificada del seu anterior escut d'armes. No obstant això, el lema búlgar també representa les últimes paraules de kan Kubrat, el fundador de l'Antiga Gran Bulgària en l'any 632, i probablement enfonsi les arrels molt abans que en el simbolisme búlgar que en altres estats europeus.

### Canadà
A la segona convenció nacional dels acadians en 1884 "L 'union fait la force" va ser triat com el lema nacional d'Acadia i va aparèixer en l'escut d'armes de la Société nationale de l' 'Acadie el 1995.

### Geòrgia
Dzala ertobashia (georgia: ძალა ერთობაშია, "La força està en la unitat") és el lema oficial de Geòrgia.

### Grècia
La frase apareix per primera vegada en Homer com "la unió fa la força" (grec: "Ἡ ἰσχύς ἐν τῇ ἐνώσει").

### Haití

Escut d'armes de Haití.

Un dels més antics usos de l'expressió escrita en idioma francès, és conegut des de 1807, a Haití de l'escut nacional d'armes que porta el lema, "L'union fait la force". Encara que, no s'ha de confondre amb el lema nacional d'Haití, que d'acord a la Constitució d'Haití és "Llibertat, Igualtat, Fraternitat".

### Malàisia
Un disseny inicial de l'escut d'armes de la Federació Malaia (avui Península de Malàisia) usat entre 1948 i 1963 va adoptar una variació de la lema, "la unitat fa la força", en anglès i jawi. Després de l'admissió de tres estats més de la federació el 1963, el lema anglès de l'escut va ser reemplaçat per una traducció aproximada a l'malai, Bersekutu Bertambah Mutu (literalment, "la unitat millora la Qualitat"), mentre que el lema en jawi es va mantenir sense canvis.

### Països Baixos

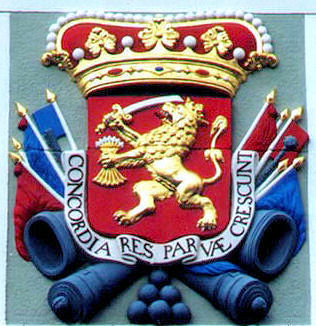
Antic escut d'armes dels Països Baixos.

El lema apareix per primera vegada en els Països Baixos en el llibre Gemeene Duytsche Spreekwoorden ("Proverbis comuns holandesos") en 1550, mentre estava encara dins de l'Imperi espanyol i sota l'imperi de Carles V. Després que els holandesos s'independitzessin, la nova República holandesa va prendre la frase com a lema, i va aparèixer en diverses de les seves monedes i els escuts d'armes, generalment en la seva versió original en llatí, referint-se a la petita extensió territorial de el nou estat. Des del segle 16 en endavant l'inici de la lema es va utilitzar freqüentment en l'encunyació de moneda holandesa, com ara el Leicester -rijksdaalder a 1586.
Els francesos van ocupar els Països Baixos de 1795 a 1813, primer com a la República de Batàvia després Regne d'Holanda, a continuació, com a annex de la pròpia França. Al començament de l'ocupació el lema nacional va ser canviat a "Gelykheid, Vryheid, Broederschap" (Igualtat, Llibertat, Fraternitat), però des de 1802 fins a 1810 es va reintroduir "la unitat fa la força". Es va mantenir en ús fins a la institució de l'Regne Unit dels Països Baixos quan, el 1816, es va adoptar el lema de la Casa d'Orange ' Je maintiendrai '

### República Sud-africana

'Eendragt maakt magt' és el lema de l'escut d'armes de la República Sud-africana.

El 17 de gener de 1852, el Regne Unit, que governava a la Colònia de el Cap, va aprovar la independència de la República Sud-africana mitjançant el Tractat de el Riu Sand. "Eendragt maakt magt" va ser el lema de l'escut de el nou Estat i en 1888 es va decidir que només s'ha d'utilitzar holandès (no Afrikaans) com la seva única llengua oficial. Curiosament, en l'actual República de Sud-àfrica, el lema és "unitat en la diversitat", escrit en ixam ("!ke e: |xarra ǁke").

### Estats Units
El lema d'Brooklyn, 1 borough de Nova York, fundat per colons holandesos, és "Eendraght maeckt maght". Apareix en el seu segell i en la seva bandera. A més, és el lema de The Collegiate School, l'escola primària i secundària més antiga dels Estats Units. El lema Eendragt maakt magt també apareix en la insígnia de la policia de Holland, Michigan, combinat amb Déu zij met ons (Déu amb nosaltres).

## Altres usos
Eendragt maakt Magt va ser una societat de nobles (Heeren-Sociëteit) fundada el Rotterdam el 1830, basat originalment en el Kralingse Plaslaan. Originalment va celebrar reunions setmanals a la cafeteria Den Otter a la cantonada de la Hoflaan i la Honingerdijk. L'1 de maig de 1865, la junta d'accionistes va començar a recaptar fons per a construir un edifici privat per a la societat. Això va coincidir amb el cinquantè aniversari de la batalla de Waterloo, una de les raons per les quals la societat va prendre el lema del rei Guillem II dels països Baixos. L'arquitecte Jan Verheul va dissenyar el nou edifici, inaugurat el 1903, a la cantonada de Oudedijk i Waterloostraat. El 1980, l'edifici va ser demolit per donar pas a la línia Caland de metro de Rotterdam, després de conservar una secció del seu ornamentada façana d'estil art nouveau (que mostrava el nom de el club entre rajoles i patrons de fulla) que va ser reconstruïda en l'estació propera de Voorschoterlaan
El nom també va ser utilitzat com el nom de l'empresa de sastres "Eendracht maakt macht", que el 1910 va decidir llogar un edifici en Oranjeboomstraat a Rotterdam, com un taller i oficina conjunta El fi polsim dels béns acabats provocar casos d'emfisema i es va construir un taller més gande anomenat "Eendracht maakt macht".
El lema va ser utilitzat també per Helena Blavatsky en les seves editorials, en resposta a les pugnes internes en les que sovint es va veure afectada la Societat Teosòfica.
El lema de govern britànic feixista govern en la sèrie Inferno de Doctor Who, que principalment té lloc en un món alternatiu, era "la unitat fa la força", basada en el lema "la unió fa la Força" utilitzat per Oswald Mosley i el moviment Sindical. De la mateixa manera, Norsefire, el govern britànic feixista de la pel·lícula de 2005 , V de Vendetta utilitza "força a través de la unitat" (juntament amb "unitat a través de la fe") com a lema notable.